# Direitos transgênero
Os direitos das pessoas transgênero variam muito em todo o mundo. Alguns países promulgaram leis que protegem os direitos dos indivíduos trans, mas outros criminalizaram sua identidade ou expressão de gênero. Em muitos casos, os indivíduos transgêneros enfrentam discriminação na empregabilidade, moradia, saúde e outras áreas da vida.
Uma pessoa trans é alguém cuja identidade de gênero é inconsistente ou não está culturalmente associada ao sexo que lhe foi atribuído no nascimento e também ao papel de gênero associado a esse sexo. Elas podem ter, ou podem pretender estabelecer, um novo status de gênero que esteja de acordo com sua identidade de gênero. Transexual é geralmente considerado um subconjunto de transgênero, mas algumas pessoas transexuais rejeitam ser rotuladas de transgênero.
Globalmente, a maioria das jurisdições legais reconhecem as duas identidades de gênero e papéis sociais tradicionais, homem e mulher, mas tendem a excluir quaisquer outras identidades e expressões de gênero. No entanto, existem alguns países que reconhecem, por lei, um terceiro gênero. Esse terceiro gênero é frequentemente associado a não-binariedade. Existe uma maior compreensão da amplitude da variação fora das categorias típicas de "homem" e "mulher", e muitas autodescrições estão entrando na literatura, incluindo pangênero, genderqueer, poligênero e agênero . Médica e socialmente, o termo "transexualidade" está sendo substituído por incongruência de gênero ou disforia de gênero, e termos como pessoas trans, homens trans e mulheres trans e não-binárias estão substituindo a categoria de pessoas transexuais.
A maioria das questões relativas aos direitos transgênero são geralmente consideradas parte do direito da família, especialmente as questões do casamento e a questão de uma pessoa transgênero se beneficiar do seguro ou previdência social de um parceiro.
O grau de reconhecimento legal fornecido às pessoas transgênero varia amplamente em todo o mundo. Muitos países agora reconhecem legalmente as mudanças de sexo jurídico, permitindo uma mudança legal de gênero na certidão de nascimento de um indivíduo. Muitas pessoas transexuais fazem cirurgia permanente para mudar seu corpo, cirurgia de afirmação de gênero ou mudança semipermanente de corpo por meios hormonais, terapia hormonal transgênero. O estatuto legal de tais cuidados de saúde varia. Em muitos países, algumas dessas modificações são necessárias para o reconhecimento legal. Em algumas, os aspectos legais estão diretamente ligados à assistência à saúde; ou seja, os mesmos órgãos ou médicos decidem se uma pessoa pode avançar no seu tratamento e os processos subsequentes incorporam automaticamente ambas as questões. Em outros, esses procedimentos médicos são ilegais.